# 後藤未有
後藤 未有（ごとう みゆう、2000年9月29日 - ）は、日本の女子プロゴルファー。所属は大東建託。マネジメント事務所は、CMGスポーツマーケティング。
幼少期に小児ぜんそくで入院していた際、エアコンのテレビCMに出演する宮里藍に憧れて4歳からゴルフを始めた。ミレニアム世代の１人。

## アマチュア時代
沖学園高校出身。時松隆光と同じく篠塚武久に師事し、ベースボールグリップを貫く個性派。
2013年
- アジアジュニア親善ゴルフ大会in沖縄 優勝

2014年
- ALL JAPAN アマチュアレディスゴルフトーナメント 優勝
- 九州中学校ゴルフ選手権春季大会 優勝

2015年
- WING CUP 優勝
- ジャカルタワールドジュニアゴルフ選手権 優勝
- PGM世界ジュニアゴルフ選手権日本代表選抜大会 優勝
- 九州ジュニアゴルフ選手権 優勝

2016年
- 九州女子ゴルフ選手権 優勝
- 福岡県民アマチュアゴルフ選手 優勝

2017年
- Tour Bcup　九州大会 優勝
- 福岡県民アマチュアゴルフ選手権 優勝(2年連続｝

2018年
- 九州女子選手権競技 優勝
- 九州高等学校ゴルフ選手権 優勝
- 日本女子オープンゴルフ選手権競技8位タイ ローアマチュア

2019年
- ナショナルチームに選出される。
- 日本女子アマチュア選手権2位　(同1位は西郷真央)
- 11月JLPGAプロテストを受けるが不合格、[2]しかし2019年の特別規定でQTを受ける事が出来た。
- QT64位でTP単年登録しプロ宣言する。

## プロ戦績
2020-21シーズン
- TP単年登録で10数試合出場したが、QTリランキングで上位に入る事が出来ず。
- 2021年6月2度目のプロテストを受験し合格する。
- ステップアップツアー「かねひで美やらびオープン」でプロ初優勝。
- 11月、QTで17位となり翌シーズン前半戦の出場権を獲得した。

2022シーズン
7月、第1回QTリランキングニッポンハムレディスクラシック終了時点で6位となりミヤギテレビ杯ダンロップ女子オープンゴルフトーナメント(9月)までの出場権を獲得した。
QTリランキングー

## プロフィール
- 出身:福岡県北九州市
- 家族:父・母・兄・姉
- 師匠:篠塚武久
- 所属:大東建託
- スポンサー:やまやコミュニケーションズ JAL えんホールディングス
- エクシス株式会社 [3]
- 用具:本間ゴルフ
- ウェア:ジャックバニー
- マネジメント:クラシックマネジメントグループ